# Sặt Bắc Cạn
Sặt Bắc Cạn (danh pháp: Sinobambusa baccanensis) là một loài thực vật có hoa trong họ Hòa thảo. Loài này được T.Q.Nguyen miêu tả khoa học đầu tiên năm 1991.